# Gouvernement Kekkonen V
République de Finlande
Törngren Fagerholm II
Le gouvernement Kekkonen V est le 39e gouvernement de la République de Finlande.
Le gouvernement a siégé pendant 501 jours : du 20 octobre 1954 au 3 mars 1956. 
Le Premier ministre Urho Kekkonen a été élu président de la République le 15 février 1956, après quoi il a démissionné de son poste de Premier ministre. 

## Composition
Le gouvernement est composé des ministres suivants:
| Ministre                                                               | Période                                     | Parti       | Parti         |
| ---------------------------------------------------------------------- | ------------------------------------------- | ----------- | ------------- |
| Premier ministre Urho Kekkonen                                         | 20.10.1954 – 15.2.1956                      |             | Maalaisliitto |
| Ministre des Affaires étrangères Johannes Virolainen                   | 20.10.1954 – 3.3.1956                       |             | Maalaisliitto |
| Ministre de la Justice Aarre Simonen Weio Henriksson                   | 20.10.1954 – 6.11.1954 6.11.1954 - 3.3.1956 |             | SDP           |
| Ministre de la Justice Aarre Simonen Weio Henriksson                   | 20.10.1954 – 6.11.1954 6.11.1954 - 3.3.1956 | indépendant |               |
| Ministre de l'Intérieur Väinö Leskinen Valto Käkelä                    | 20.10.1954 – 30.9.1955 30.9.1955 – 3.3.1956 |             | SDP           |
| Ministre de la Défense Emil Skog                                       | 20.10.1954 – 3.3.1956                       |             | SDP           |
| Ministre des Finances Penna Tervo †                                    | 20.10.1954 – 26.2.1956                      |             | SDP           |
| Vice-ministre des Finances Veikko Vennamo                              | 20.10.1954 – 3.3.1956                       |             | Maalaisliitto |
| Ministre de l'Éducation Kerttu Saalasti                                | 20.10.1954 – 3.3.1956                       |             | Maalaisliitto |
| Ministre de l'Agriculture Viljami Kalliokoski                          | 20.10.1954 – 3.3.1956                       |             | Maalaisliitto |
| Ministre des Transports et des Travaux publics Martti Miettunen        | 20.10.1954 – 3.3.1956                       |             | Maalaisliitto |
| Vice-ministre des Transports et des Travaux publics Hannes Tiainen     | 20.10.1954 – 3.3.1956                       |             | SDP           |
| Ministère du commerce et de l'industrie Aarre Simonen                  | 20.10.1954 – 3.3.1956                       |             | SDP           |
| Ministre des Affaires sociales Onni Peltonen                           | 20.10.1954 – 3.3.1956                       |             | SDP           |
| Vice-ministre des Affaires sociales Tyyne Leivo-Larsson Hannes Tiainen | 20.10.1954 – 3.3.1956 22.10.1954 – 3.3.1956 |             | SDP           |